# Fabiola (groupe)
 (avril 2018).
Pour les articles homonymes, voir Fabiola.
Fabiola est le projet musical de Fabrice Detry, aux influences pop et rock alternatif et originaire de Bruxelles.

## Biographie
Après avoir fondé et participé à plusieurs projets musicaux depuis 1997, le guitariste et chanteur Fabrice Detry (Austin Lace, Hallo Kosmo, The Tellers, ENDZ) se consacre à ses compositions sous le nom de Fabiola. Il se constitue une équipe pour assurer quelques dates de concerts en 2014, et sort son premier single Kingdom en 2015. En 2018, Detry revient sur scène entouré de nouveaux musiciens : Aurélie Muller (Blondy Brownie), Antoine Pasqualini (Monolithe Noir) et Lucie Rezsöhazy,. C'est avec cette nouvelle formation que Fabiola sort un deuxième single, intitulé Failure dont le clip est entièrement tourné dans les rues de Schaerbeek, en hommage à ce quartier de Bruxelles (Belgique). La vidéo est réalisée par Gilles de Voghel (co-scénariste et co-réalisateur de la série télévisée belge Ennemi Public) et sélectionnée au festival Moscow Shorts. 
Le 1er octobre de la même année sort le deuxième single du groupe, My Bird, dont le clip en animation est réalisé par Gwendoline Gamboa. 
Le premier album de Fabiola, Check My Spleen, sort le 10 octobre 2018, chez dear deer records et est disponible en pré-écoute exclusive sur le site de Rolling Stone Italia.

## Discographie
- 2018 : Failure (single)
- 2018 : My Bird (single)
- 2018 : Check My Spleen (album)